# Осман II
Осма́н II (осман. عثمان ثانى‎ / Osmân-ı sânî, тур. İkinci Osman, также тур. Genç Osman) (3 ноября 1604, Стамбул — 20 мая 1622, Едикуле, Стамбул) —  султан Османской империи с 26 февраля 1618 по 19 мая 1622. Старший сын Ахмеда I. Старший брат Мурада IV и Ибрагима I.    
Осман вёл войну с Польшей, в которой была одержана победа в Цецорской битве, но была проиграна Хотинская битва, хотя султан и сохранил контроль над Молдовой. При Османе был подписан Хотинский мирный договор. Обвиняя янычар в своём поражении, Осман планировал осуществить военную реформу, заменив янычарский корпус на другие формирования, составленные из жителей Анатолии. Также Осман собирался перенести столицу из Константинополя (Стамбула) в Бурсу. Пытался предпринимать жёсткие меры по отношению к употребляющим алкоголь. В результате мятежа янычар, спровоцированного Давут-пашой, был свергнут и убит, став первым из султанов Османской империи, убитым своими подданными.

## Биография

### Происхождение
За полгода до своей смерти в декабре 1603 года Мехмед III казнил своего старшего сына и наследника шехзаде Махмуда. Мехмеду наследовал тринадцатилетний Ахмед I, у которого ещё не было детей, и династия находилась под угрозой. Единственным возможным наследником на тот момент был брат Ахмеда, Мустафа, и в связи с этим в нарушение традиций брат Ахмеда был оставлен в живых. Ахмеду были подарены наложницы, Махфируз Хадидже-султан и Кёсем-султан, которые родили ему сыновей. Старшим из них, рождённым 3 ноября 1604 года, стал будущий Осман II. Его матерью была Махфируз, а Ахмед стал самым молодым отцом из всех султанов. Поскольку появление Османа спасало династию, это был первый сын Ахмеда, то его назвали в честь основателя династии, Османа Гази, и по случаю его рождения были устроены семидневные празднества. Второй сын Ахмеда, шехзаде Мехмед, рождённый Кёсем-султан, появился на свет через четыре месяца после Османа, 8 марта 1605 года. Братья росли вместе, их учителем был Омер-эфенди. Согласно источникам, Осман в 4 года начал читать. Хотя есть сообщения европейцев, что он был хорошо образован и знал латинский, греческий и итальянский языки помимо восточных, современные историки высказывают в этом сомнения.
Про мать Османа известно, что её звали Махфируз. Известно, что в середине 1610-х годов Ахмед I выслал её в Старый дворец; также, возможно, что это о ней писал венецианский посол Контарини, когда сообщил в 1612 году, что султан избил женщину, которая раздражала Кёсем. По мнению некоторых историков (Лесли Пирс, Габриэль Питерберг, Улучай) Махфируз умерла приблизительно в 1620 году. По их мнению она не переезжала в Топкапы из Старого дворца и не носила титула валиде, продолжая жить в Старом дворце после воцарения сына. Однако в Старом дворце нет документов о её проживании там, поэтому, возможно, что мать Османа умерла рано. Венецианский посланник Кристофоро Вальер в 1615 году писал, что у Ахмеда четверо сыновей от двух жён, и что одной из них нет в живых. В 1615 году Пьетро делла Валле писал, что «мать перворождённого сына султана мертва». В 1618 году французский посланник доносил, что мать Османа умерла в его детстве. Ещё с детских лет с Османом постаралась установить дружеские отношения Кёсем-султан. По сообщению венецианского посланника Контарини, Осман в обществе Кёсем-султан и её сыновей катался в карете по городу, пока Ахмед I не запретил эти прогулки в 1616 году. Осман уважительно относился к мачехе и в 1619 году почтил её, уже будучи султаном, трёхдневным визитом в Старом дворце.

### Возведение на трон

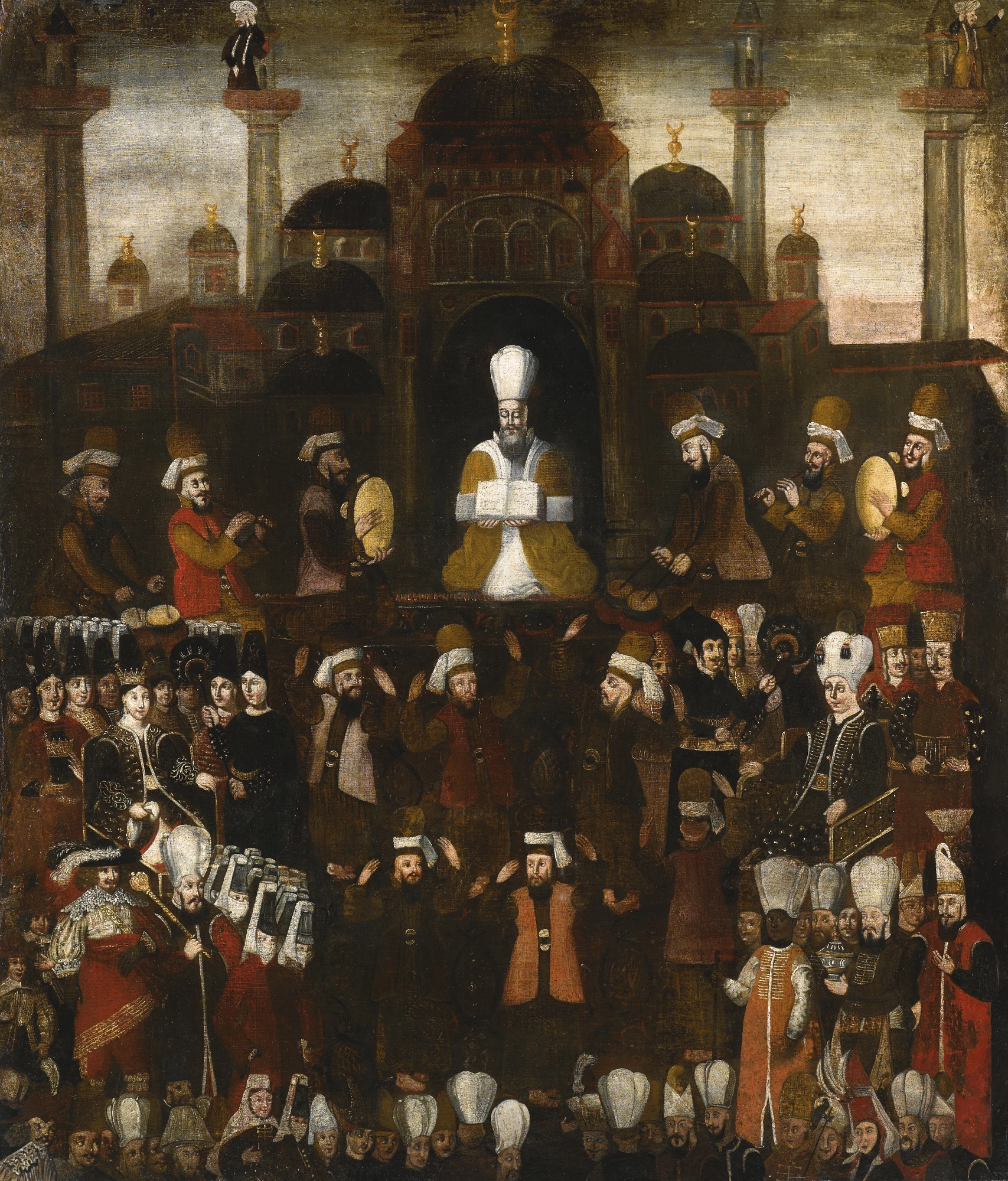
Джулюс Османа; до 1640 года.

Брат Ахмеда, Мустафа, три раза чуть не был убит согласно традиции династии. При восшествии на трон Ахмеда Мустафа был оставлен в живых как единственный наследник, позже сыграли роль два фактора: во-первых, Мустафа был умственно отсталым или, по крайней мере, страдал расстройством психики, и был не опасен в плане мятежа; во-вторых, Мустафу от смерти старалась спасти Кёсем, которая надеялась тем самым создать прецедент и спасти в будущем своих детей от весьма вероятного убийства. В 1612 году венецианский посол Симон Контарини сообщал, что Кёсем уговорила Ахмеда не казнить Мустафу. Она говорила, что Ахмед сам не был старшим сыном султана, но судьба привела его на престол. Поэтому Ахмед не должен вредить своему брату, даже если это противоречит обычаю Османов. Её мотив, по словам Контарини, заключался в том, «чтобы милость, проявленная брату Ахмеда, также была применена позже к её сыновьям, братьям [первородного] принца». Когда Ахмед умер в 1617 году, его сыновья были ещё несовершеннолетние и султаном стал Мустафа. Это был первый случай, когда власть в империи перешла не по прямой линии наследования от отца к сыну, а к брату бывшего султана. Однако поведение нового султана шокировало окружающих. Его странное поведение бросалось в глаза: во время заседания Дивана он срывал с голов визирей чалмы и дёргал их за бороды, птицам и рыбам он бросал монеты. Ибрагим Печеви писал, что «эту ситуацию замечали все <…>, и они понимали, что он был психически неуравновешен».
Осман вступил на престол 26 февраля 1618 года в возрасте 13 лет и 3 месяца, когда безумный Мустафа был свергнут через три месяца после воцарения. Правление Османа пришлось на неблагоприятный климатический период — наиболее холодные годы малого ледникового периода:

Когда султан Осман сел на престол в 1027 году (1618) в силу божественного провидения, «тогда постоянно случались дурные предзнаменования». В том году в Стамбуле Бедестан и весь [прилегающий] квартал оказались в воде; множество домов и утвари погибло; прежде ничего подобного не видывали. А зимой и летом продолжалась великая чума; подробности не нужны, видевшие знают. В 1030 году (1621) замёрз Босфор; пространство между Ускюдаром и Бешикташем заледенело, по льду ходили от Ускюдара до Стамбула.<…> В тот год пришли голод и дороговизна: ведь известно, что припасы и провизия доставляются в Стамбул по морю. Если море превратилось в сушу, могут ли прийти корабли?— Туга Челеби

### Военные кампании
В 1618 году после ряда поражений турецких войск, был подписан Серавский мир с государством Сефевидов, в основном повторявший условия договора 1612 года и тем самым закончивший войну между Османским государством и Сефевидской Персией, которая началась ещё при Ахмеде I. В 1618 году началась Тридцатилетняя война (1618—1648), расколовшая государства Европы на два блока — габсбургский и антигабсбургский. Речь Посполитая была в составе габсбургского блока и лисовчики в 1619 году разбили в битве при Гуменне армию Трансильвании. В итоге князь Трансильвании Габор Бетлен, вассал султана, обратился за помощью к Османской империи, что обусловило вступление турок в Тридцатилетнюю войну. Осман II послал на помощь армию, к которой должны были присоединиться силы близлежащих государств, бывших вассалами Османской империи — княжества Валахии, Молдавского княжества, Крымского ханства. Польскую регулярную армию возглавлял опытный Великий гетман коронный Станислав Жолкевский; 20 сентября 1620 года возле города Яссы произошло сражение, в котором он одержал победу.

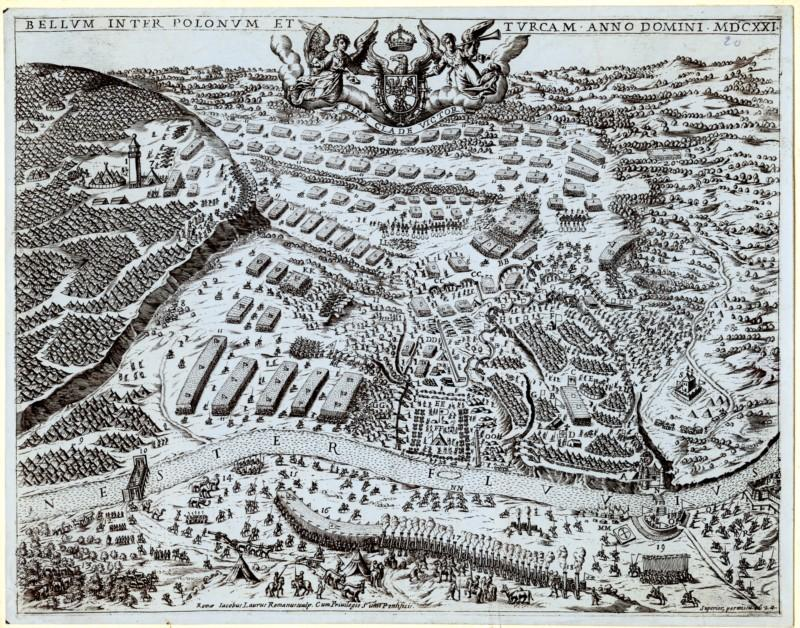
План битвы под Хотином, Джакомо Лауро

Это побудило султана начать Хотинскую войну и лично возглавить армию. Перед началом этой кампании Осман решил казнить шехзаде Мехмеда, старшего сына Кёсем, опасаясь, что в его отсутствие его брата, который был младше него всего на 4 месяца, объявят султаном. Для осуществления казни, чтобы она была законна, была необходима фетва. Шейх аль-ислам отказался дать такую фетву с разрешением убить брата. Тогда Осман получил её у кадиаскера Румелии, Ташкопрюзаде Кемаледдина Мехмед-эфенди (сына Ташкопрюзаде Ахмета). Мехмед был удавлен, и Осман выехал из Эдирне. Сообщают, что он отправился в кампанию с большой помпой и в доспехах Сулеймана I. Османская армия преследовала польские войска, возглавляемые гетманом Жолкевским. Помимо 9 тысяч регулярного войска, в распоряжении гетмана были отряды шляхты, а также ожидалось, что молдавская армия изменит туркам и перейдёт на сторону поляков. Однако вместо всей армии Молдовы к Жолкевскому присоединился лишь Гаспар Грациани со свитой, а шляхта покинула Жолкевского, увидев соотношение сил. В Цецорской битве 73-летний Жолкевский был убит, в плен попали польный гетман коронный Станислав Конецпольский и князь Корецкий, а Гаспар Грациани был убит своими бывшими подданными. Через год после победы над поляками в Цецоре султан Осман II выступил с армией против польского укреплённого лагеря в Хотине. Гетман Ходкевич возглавил оборону, длившуюся четыре недели с 1 по 28 сентября 1621 года. К полякам присоединилось войско реестровых казаков возглавляемых Яковом Бородавкой, а затем Петром Сагайдачным. После смерти Ходкевича 24 сентября оборону возглавил Станислав Любомирский. Кампания была трудной из-за ранней тяжёлой зимы, турки несли большие потери, и, несмотря на большое численное преимущество, им не удалось одержать победу. Итогом осады стал Хотинский мирный договор. Осман обвинил в своём поражении янычар. Основными причинами неудачи были соперничество и конкуренция между пашами и административная некомпетентность . Однако экспедиция была объявлена успешной, поскольку империя сохранила контроль над Молдовой.

### Недовольство правлением Османа

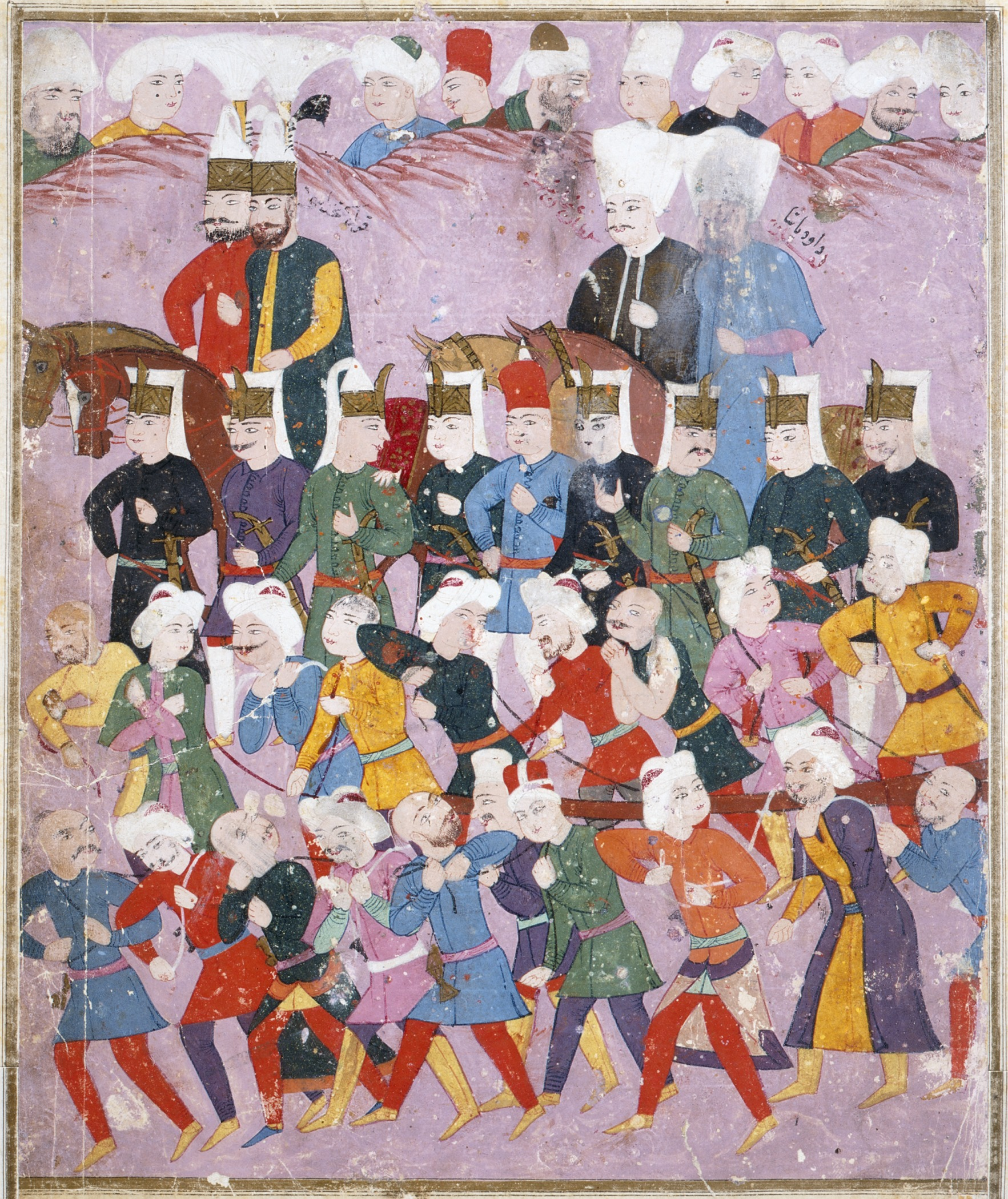
Осман на марше к Хотину. Рядом с ним его будущий убийца — Давут-паша. Лицо Давут-паши стёрто.
«Шехнаме-и Надири»,
TSM H.1124.
после 1620—до 1622 года.

Правление Османа вызывало протест янычар, который умело разжигался зятем Халиме-султан, Кара Давут-пашой, имевшим свои интересы. Как доносили в Варшаву и Лондон Збаражский и Томас Роу, у Давут-паши было двое сыновей от дочери султана Мехмеда III, и он считал, что, если устранить оставшихся в живых сыновей султана Ахмеда, «его сыновья когда-нибудь при определённых условиях смогут получить высшую власть». По тем же причинам он организовал покушение на брата Османа, сына Кёсем, Мурада. Покушение было предотвращено благодаря тому, что получив предупреждение или догадавшись сама, Кёсем с помощью преданных её слуг гарема добилась усиленной охраны сына.
Осман самостоятельно принимал решения, не слушая визирей, и осуществлял полицейские осмотры Стамбула, будучи переодетым. Как пишет Туга Челеби: «султан Осман врывался в питейные дома и схваченных сипахиев и янычар велел избивать, [а затем] приказывал бостанджи-баши их убивать». Вернувшись в Стамбул после Хотина в сентябре—октябре 1621, Осман замыслил ряд реформ. Он собирался создать новую армию из тюркского населения Анатолии и Северной Сирии, чтобы заменить ей склонных к мятежам янычар. Как доносил гонец Сулишовский: «Пренебрегая старыми [воинами], он счел необходимым других набрать на их место, поскольку из-за их равнодушия в боях под Хотином не мог одержать ни одной победы над войском короля». Кроме того в планах Османа было перенести столицу в Анатолию. Недовольство в обществе и особенно у улемов вызывали женитьбы Османа. Он нарушил все традиции, женившись на свободных турчанках. 7 февраля 1622 года его первой женой стала внучка визиря Сулеймана I и Селима II, Пертева-паши. Второй его женой 19 марта того же года стала дочь шейх аль-ислама, который был против, но ничего не смог сделать. Следствием этого стала поддержка улемами заговорщиков.
Османа везут в Орта-Джами и Едикуле.

### Бунт янычар
В мае 1622 года Осман собирался отбыть из Стамбула в Анатолию под предлогом совершения паломничества в Мекку. С собой он планировал вывезти казну. Но среди янычар прошёл слух об этом. В мае начался янычарский мятеж. Янычары и сипахи собрались на ипподроме. Пришедшему к ним по поручению султана шейх аль-исламу были предъявлены требования казни шести человек. Шейх аль-ислам, возможно, вынужденно, дал фетву на эту казнь. Назывались имена Дилавера-паши, Ходжи Омера-эфенди, кизляр-аги Сулеймана, каймакама Хилфиза Ахмеда-пашу, дефтердара (казначея) Баки-паши, Насуха-аги.
Туга Челеби:
«во время вечерней молитвы пришли садразам [Давуд-паша], его кетхуда [офицерское звание у сипахиев и янычар] и джебеджи-баши, чтобы убить султана Османа. Они стали набрасывать на него аркан, но султан Осман, будучи крепким юношей, мужественно сопротивлялся, тогда бандит-сипахи по имени Килиндер Угрусу сжал мошонку султана и тот тут же испустил дух».
Эвлия Челеби:
«был брошен в повозку и задушен борцом Биньязом в Эдикуле. Джебеджи-баши  отрезал одно из его ушей и отнес его с новостью о смерти Османа Давуду-паше».
Вернувшись к Осману, шейх аль-ислам передал ему фетву и посоветовал удовлетворить требования мятежников, однако султан прогнал парламентёров, порвал фетву и угрожал расправой. Это привело к тому, что янычары ворвались в дом Омера-эфенди и устроили погром. Потом толпа нашла Мустафу, запертого в старом дворце, отвела его в старую мечеть Ахмедие (Орта Джами) и объявила султаном. Испуганный Осман повелел выдать бунтовщикам Дилавера-пашу, того нашли и вытолкнули за ворота, где он тут же был изрублен. Осман объявил, что отказывается от поездки в Азию, но он всё ещё не понимал серьёзности ситуации и не соглашался сместить Омера-эфенди и Сулеймана-агу. Между тем янычары ворвались во двор дворца Топкапы. Великий визирь и главный евнух попытались их остановить, но были растерзаны. Османа, спрятавшегося в тайнике, нашли, одели в лохмотья и потащили через город, насмехаясь и издеваясь, на кляче в Орта Джами.

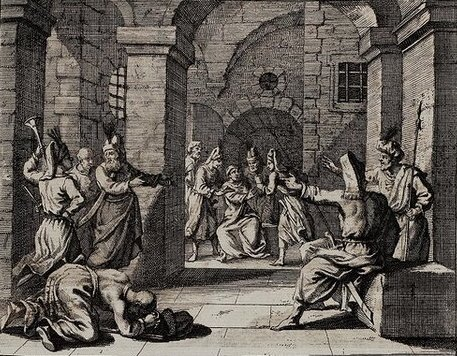
Убийство Османа

Испуганный, он обратился к янычарам, умоляя о пощаде, и янычары ответили, что не желают его крови. Однако тут же Османа попытались убить. По словам Туги Челеби, «джебеджи-баши [глава корпуса оружейников] набросил на него удавку и хотел удавить, Мехмед-ага, кетхуда-бей Али-ага и чауш-баши Ахмед-ага» ему помешали. А Печеви писал, что в Орта Джами появился Давут-паша с удавкой, но Осман напомнил собравшимся, как несколько раз пощадил Давут-пашу за его преступления, и янычары не дали великому визирю убить свергнутого султана в мечети. Бывшего султана отвезли в Едикуле, где на следующий день, 20 мая, Осман был убит. Ему отрезали ухо (некоторые историки пишут, что ухо и нос) и Давуд-паша доставил ухо Халиме-султан. Так психически больной Мустафа I стал султаном во второй раз, Давут-паша стал великим визирем, а бунт прекратился, как будто его и не было. Английский посланник сэр Томас Рой писал: «первый император, на которого они когда-либо наложили руки. Полагаю, это фатальный признак их упадка».

## Семья
Известно по меньшей мере о двух законных жёнах Османа:
- Айше-хатун[34] — внучка Пертева-паши, бывшего визирем Сулеймана I и Селима II, и Айи-хатун (бывшей наложницы шехзаде Мехмеда, матери Хюмашах-султан)[35];
- Акиле-хатун — дочь шейх аль-ислама Ходжазаде Мехмед Эсад-эфенди[тур.][36].

Также Осман имел нескольких наложниц, зафиксировано в документах имя только одной из них — Мейлишах-хатун, родившей сына.
Достоверно известно о троих детях Османа: шехзаде Омере (1621—1622) (от Мейлишах) и близнецах шехзаде Мустафе и Зейнеп-султан (1622—1623). Омер погиб от выстрелов во время праздничных торжеств по случаю его рождения, возможно, от рикошета.
Итальянская сицилийская дворянская фамилия Османи поддерживает легенду, согласно которой они происходят от сына Османа по имени Ахмед. Семейное предание гласит, что первой женой Османа была дочь Пертева-паши по имени «Миликия» (Milichia), а второй — дочь главного священника (Gran Sacerdote). От первой жены у Османа был сын Ахмед (1620—1706). Этот Ахмед женился на «Фатиме дочери Селима», и в 1661 году уехал в Италию, где обратился в католицизм. Его происхождение было признано папой и он был принят в число дворян. Папа даровал ему «драгоценную реликвию с креста Иисуса», которую потомок Ахмеда в 1924 году пожертвовал собору города Реканати.

## В культуре
- В турецком фильме «Махпейкер» (2010 г.) роль Османа исполнил Мерт Озчелик[39].
- В турецком телесериале «Великолепный век. Империя Кёсем» роль взрослого Османа исполнил Танер Ольмез[40].

## Комментарии
1. ↑  Картина написана во время правления Мурада IV, как сообщается на сайте аукциона, свидетелем церемонии — художником, сопровождавшим австрийского посла. Барон Моллард был допущен на церемонию[10][11]. Описание картины на сайте аукциона содержит ошибки[12]